# Herman Haupt (historien)
Ne doit pas être confondu avec Herman Haupt.
Pour les articles homonymes, voir Haupt.

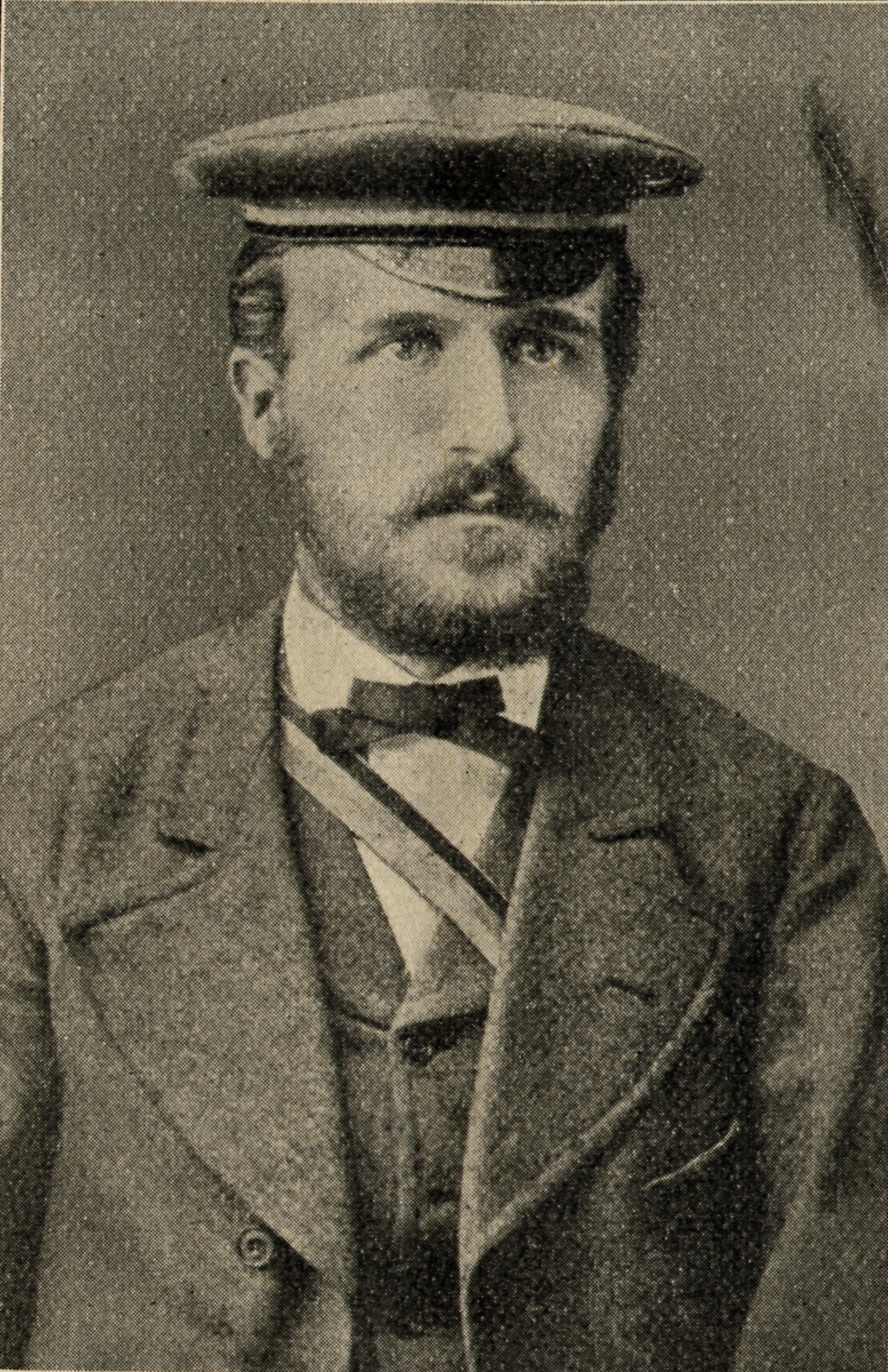
Haupt comme Würzburger Armine (vers 1875)

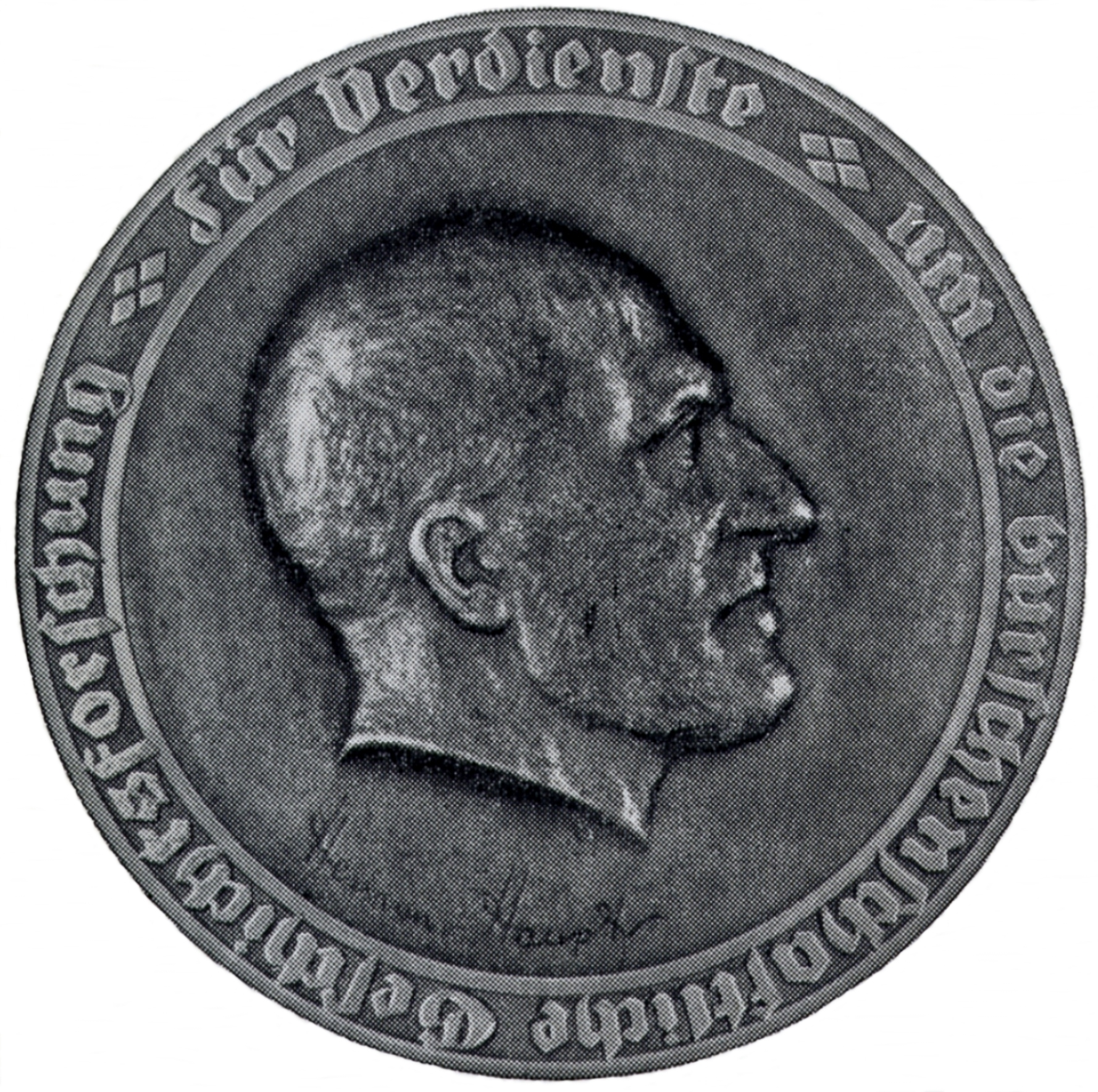
Plaque Herman-Haupt (1929)

Herman Haupt (né le 29 juin 1854 à Markt Bibart, Moyenne-Franconie et mort le 29 septembre 1935 à Betzdorf an der Sieg,) est un historien et bibliothécaire allemand régional et de l'Église. Il est le précurseur des recherches historiques des fraternités.

## Biographie
Haupt est le sixième enfant de l'avocat Christian August Haupt (1815-1862), qui participe au Wachensturm de Francfort en 1833 en tant que membre de la Burschenschaft Germania zu Würzburg (de), et de son épouse Gertrud née Réuss. Entre 1832 et 1961, 15 membres de la Burschenschaft sont issus de la famille Haupt.
Haupt étudie à l'ancien lycée (de) de Wurtzbourg et le lycée Gustavianum (de) de Schweinfurt. Après avoir obtenu son diplôme d'études secondaires, il étudie à l'Université Jules-Maximilien de Wurtzbourg au semestre d'hiver 1871/72 et étudie la philologie classique et l'histoire. Comme de nombreux autres membres de sa famille, il y rejoint la fraternité Arminia (de) et en devient membre actif le 18 octobre 1871. Les fraternités Frankonia Gießen (de) (1908), Germania Gießen (de) (1920) et Saxonia Hann. Münden (1923) lui décerne plus tard le titre de membre honoraire.
Haupt obtient son doctorat à Wurtzbourg en 1875. Il travaille ensuite comme professeur dans son ancienne école de Wurtzbourg de novembre 1874 au début de 1876. À partir de mai 1876, il travaille à la bibliothèque universitaire de Wurtzbourg (de), d'abord comme stagiaire, à partir de mai 1878 comme assistant et à partir de mai 1884 comme secrétaire.

### Gießen
Fin 1885, il est nommé directeur de la bibliothèque universitaire de Giessen. En 1897, Haupt est nommé professeur. Haupt participe de manière significative à la planification et à la construction du nouveau bâtiment de la bibliothèque de l'Université Louis de Hesse. Lors de son inauguration en 1904, le grand-duc Ernest-Louis lui décerne le titre de conseiller privé.
C'est à Haupt et au maître relieur I. P. Sann que l'on doit l'invention des "capsules de Giessen" pour le catalogue de la bibliothèque, qui permettent de feuilleter les catalogues sur fiches sans avoir à retirer des fiches individuelles. Lorsqu'il prend sa retraite le 1er septembre 1921, l'Université de Giessen lui décerne pour la première fois la distinction de sénateur honoraire].

### Histoire des étudiants
Depuis ses années d'études, Haupt collectionne les archives étudiantes. À partir de 1885, il constitue les archives de la Burschenschaft à la bibliothèque de l'université de Giessen, une collection unique au monde sur l'histoire des fraternités. Les archives sont transférées en 1927 aux archives de la ville de Francfort-sur-le-Main (de) en 1927, se trouvent à Wurtzbourg entre 1935/36 et 1954 et sont depuis lors conservées aux Archives fédérales de Coblence.
Avec Heinrich von Srbik (de), Ludwig Aschoff (de) et Friedrich Meinecke, Haupt institutionnalise la recherche historique sur la fraternité, ce que Heinrich von Treitschke, Friedrich Paulsen, Theobald Ziegler et Theodor Mommsen ont déjà réclamé dans les années 1890. À Francfort-sur-le-Main, Haupt, Georg Heer (de), Paul Wentzcke, Friedrich Meinecke et d'autres fondent la Commission historique des fraternités (depuis 1930 la Société de recherche historique des fraternités (de)) le 13 avril 1909. Il est soutenu par les fraternités universitaires (Fraternité allemande (de)), les fraternités TH de l'Association des fraternités allemandes de Rüdesheim (de) et les fraternités (autrichiennes) de l'Ostmark. Haupt est président jusqu'en 1930, puis président honoraire de la commission jusqu'à sa mort.
En 1924, à l'occasion de son 70e anniversaire, la Fondation Herman-Haupt est créée pour promouvoir la recherche historique sur la fraternité. La plus haute distinction de la Société de recherche historique des fraternités, décernée en 1929 à l'occasion de son 75e anniversaire, la médaille Herman-Haupt, offerte le jour de son anniversaire, porte son nom.
À bien des égards, il est le pendant de son ami contemporain Wilhelm Fabricius.

## Travail historique
Le travail historique et journalistique de Main comprenait plus de 300 titres entre 1876 et 1934, y compris des ouvrages sur l'histoire des idées et des idées ainsi que sur l'histoire de l'Église, de l'agriculture et de la société. Il est considéré comme l’un des fondateurs de la recherche sectaire et hérétique en Allemagne.
Entre 1892 et 1932, Haupt publie régulièrement dans les Burschenschaftlichen Blättern fondés en 1887. Il rédige également 29 biographies pour l'Allgemeine Deutsche Biographie et 40 pour la Hessische Biographien, cette dernière publiée au nom de la Commission historique de Hesse et Waldeck, qu'il cofonde et dont il exerce diverses fonctions au conseil d'administration depuis 1897.
En 1907, Haupt publie la Chronique officielle et le journal du festival pour le 300e anniversaire de l'Université de Giessen. L'édition de célébration de l'Association historique de la Haute-Hesse à l'occasion de l'anniversaire universitaire de Karl Follen und die Gießener Schwarzen, qu'il écrit la même année, est révolutionnaire. Dès 1898, il a publié une histoire basée sur des études de sources pour la fraternité Arminia de Würzburg et en 1901 pour la fraternité Germania de Giessen. L’approche de l’histoire étudiante basée sur les sources est poursuivie pour la première fois avec cette cohérence par Haupt. De ce fait, et notamment grâce à la publication des 13 premiers volumes de Quellen und Darstellungen zur Geschichte der Burschenschaft und der deutschen Einheitsbewegung  (1910-1932), il devient le fondateur de la recherche scientifique sur les fraternités. De 1922 à 1929, Haupt publie également cinq éditions du Handbuchs für den Deutschen Burschenschafter, dans lesquelles il écrit de longs chapitres sur l'histoire des fraternités.

## Publications
- avec Karl Esselborn und Georg Lehnert: Hessische Biographien, 3 Vol., Hessischer Staatsverlag 1918–1934.
- avec Paul Wentzcke: Hundert Jahre deutscher Burschenschaft − burschenschaftliche Lebensläufe. Heidelberg, 1921.
- Die religiösen Sekten in Franken vor der Reformation, Wurtzbourg, 1882.
- Veröffentlichungen des Archivs für die Deutsche Burschenschaft, Heft 1–4, Berlin, 1894–1896.
- Die alte Würzburger Burschenschaft 1817–1833. Ein Beitrag zur Universitätsgeschichte in der Reaktionszeit, Wurtzbourg, 1898.
- avec Hans Schneider: Festschrift zum fünfzigjähr. Stiftungs-Feste der Gießener Burschenschaft Germania 1851 bis 1901, Mayence, 1901.
- Karl Follen und die Gießener Schwarzen. Beiträge zur Geschichte der politischen Geheimbünde und der Verfassungsentwicklung der alten Burschenschaft in den Jahren 1815–1819 (Mitteilungen des Oberhessischen Geschichtsvereins, 15), Gießen, 1907.
- Quellen und Darstellungen zur Geschichte der Burschenschaft und der deutschen Einheitsbewegung, Vol. 1–13 (Vol. 7 et Vol. 13 avec Paul Wentzcke), Heidelberg, 1910–1932.
- Hessische Biographien, 3 Vol. (Arbeiten der Historischen Kommission für das Großherzogtum [den Volksstaat] Hessen), Darmstadt, 1918–1934.
- Handbuch für den Deutschen Burschenschafter, 1re éd.. Francfort-sur-le-Main, 1922, 2e éd. 1924, 3e éd. 1925, 4e éd. 1927, 5e éd. 1929.

## Legs
- Archives fédérales, Coblence, inventaire. DB 9, archives et bibliothèque de la Fraternité allemande, (1726) 1815–1978, succession : Herman Haupt